# 接岨峽溫泉站

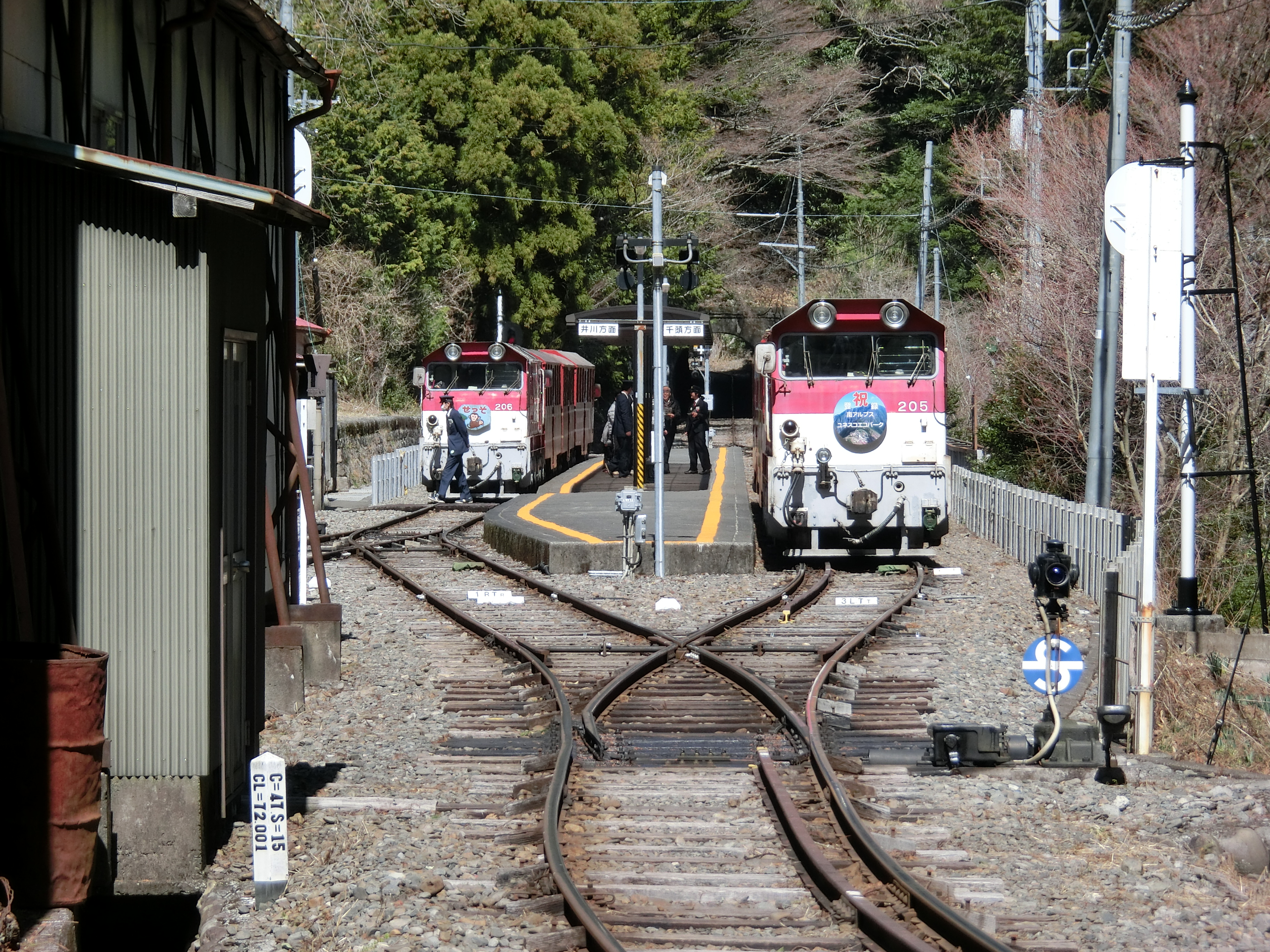
站內

接岨峽溫泉站（日语：／ Sessokyō-Onsen eki */?）是位於靜岡縣榛原郡川根本町犬間，大井川鐵道的井川線車站。

## 歷史
- 1959年（昭和34年）8月1日：川根長島站啟用。
- 1990年（平成2年）10月2日：隨著建設長島水壩，新線開通，同時車站改名為接岨峽溫泉站[1]。

## 車站構造
此站是地面車站，設有1面2線的島式月台。站內靠近千頭一方設有車廠，曾經設有列車夜間停泊。
在舊川根長島站啟用當時設有1面2線的相對式月台和1條待機線。

## 車站周邊
- 接岨峽溫泉
- 接岨峽溫泉會館[2]
- 山彥資料館
- 大井川
- 靜岡縣道388號接岨峽線（日语：静岡県道388号接岨峡線）

## 其他
- 車站附近設有接岨峽溫泉村落（長島村落）。村落曾經位於谷底，隨著建設長島壩（日语：長島ダム）建設，該處會被水淹沒，因此村落遷移至車站附近。同時作為契機，把車站名稱由川根長島站改為接岨峽溫泉站。
- 另外，車站原名取自長島村落，該處許多人的姓氏是長嶋（不是長島。在大井川對面岸的梅地村落中，該處許多人的姓氏是筑地。

## 相鄰車站
大井川鐵道
井川線
奧大井湖上－接岨峽溫泉－尾盛
（改變走線以前）
大井川鐵道
井川線
犬間－接岨峽溫泉－尾盛

## 注腳
1. ↑  今尾惠介監修《日本鐵道旅行地圖帳》7號 東海，新潮社，2008年，p.32
2. ↑  アクセス | 接岨の湯 公式ページ 接岨峡温泉会館 静岡奥大井の日帰り温泉 （页面存档备份，存于）（日語）

## 外部連結
- 大井川鐵道 （页面存档备份，存于）（日語）